# Place Carrée
La place Carrée est une voie piétonne souterraine située dans le 1er arrondissement de Paris, en France.

## Situation et accès
Voie publique souterraine du Forum des Halles située à l’extrémité est de la rue du Cinéma, la place Carrée est une place de forme carrée, située au niveau -3 sous le jardin Nelson-Mandela, permettant l’accès au secteur Forum central des Halles. Cette place est haute de plafond (2 niveaux). Des escaliers permettent d’accéder aux cheminements piétonniers (porte du Pont-Neuf et porte Saint-Eustache) situés au niveau -2.

## Origine du nom
Elle tient son nom de la forme donnée à cette place.

## Historique
Cette place est créée dans le cadre de l’aménagement du secteur ouest des Halles (Forum des Halles), en 1985. Ses architectes sont Paul Chemetov et Borja Huidobro.
La place Carrée a été dénommée par l’arrêté municipal du 26 août 1985.

## Bâtiments remarquables et lieux de mémoire
- Nos 6 et 8, place Carrée : entrées du Centre d’animation Ruth Bader Ginsburg (anciennement Les Halles – Le Marais).

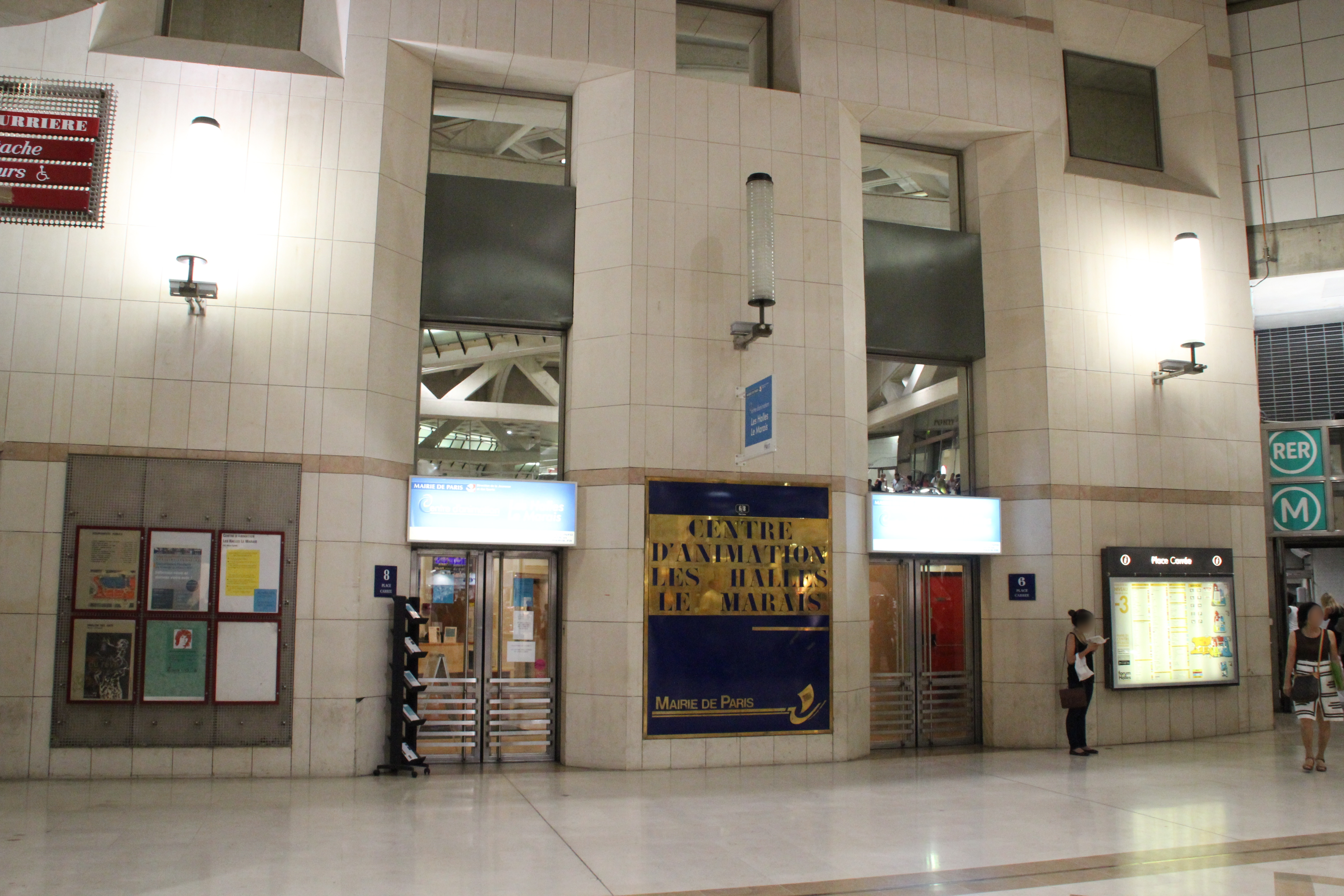
Entrées du Centre d’animation Les Halles – Le Marais (2012).

- No 10, place Carrée (entre les 8 et 12 en tout cas) : entrée piétons du parking Saint-Eustache et entrée piétons d’une préfourrière.
- No 12, place Carrée : École supérieure d'art dramatique de Paris.

Panorama de la place Carrée : 

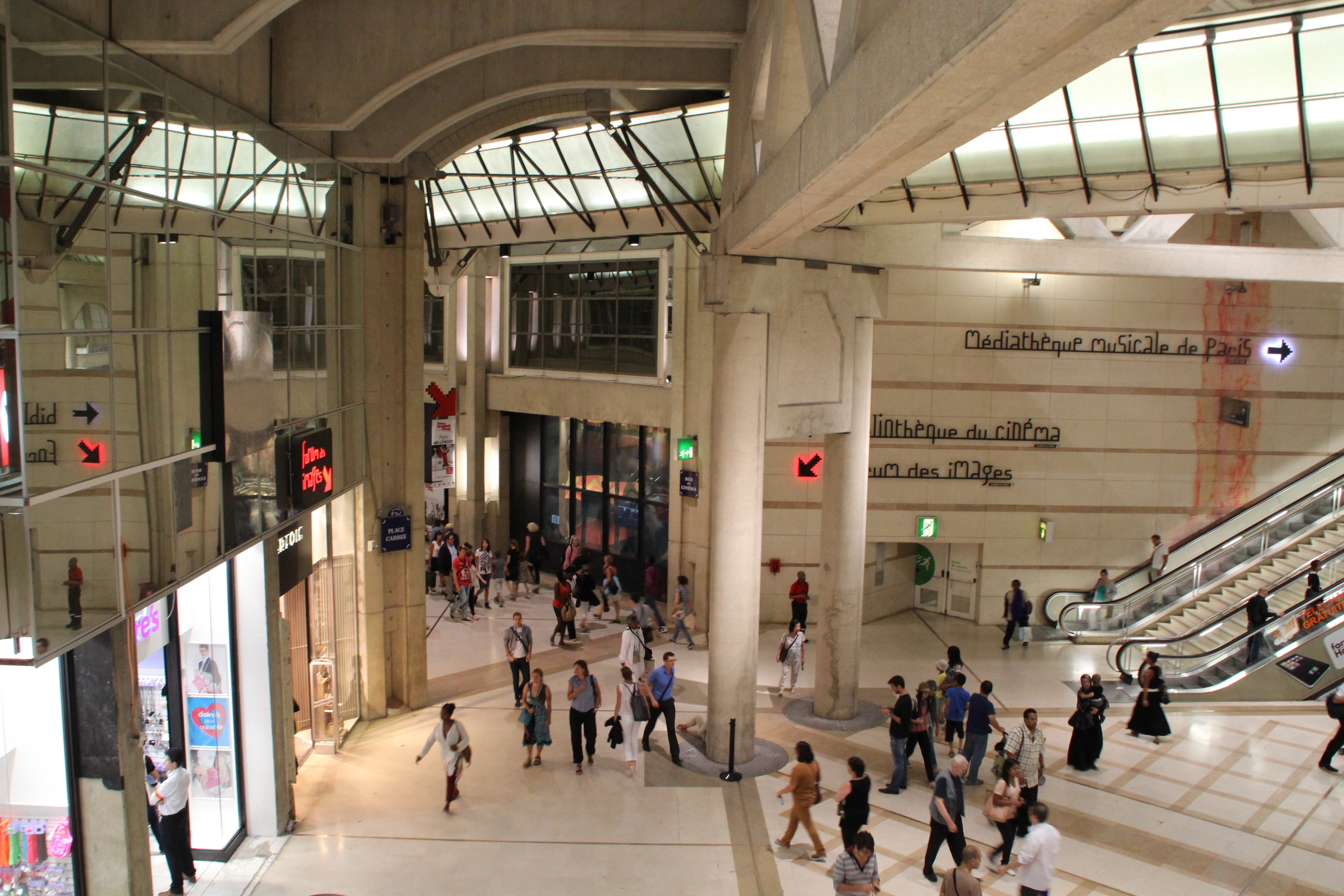
À gauche : débouché de la rue du Cinéma (ex-Grande Galerie) (2012).
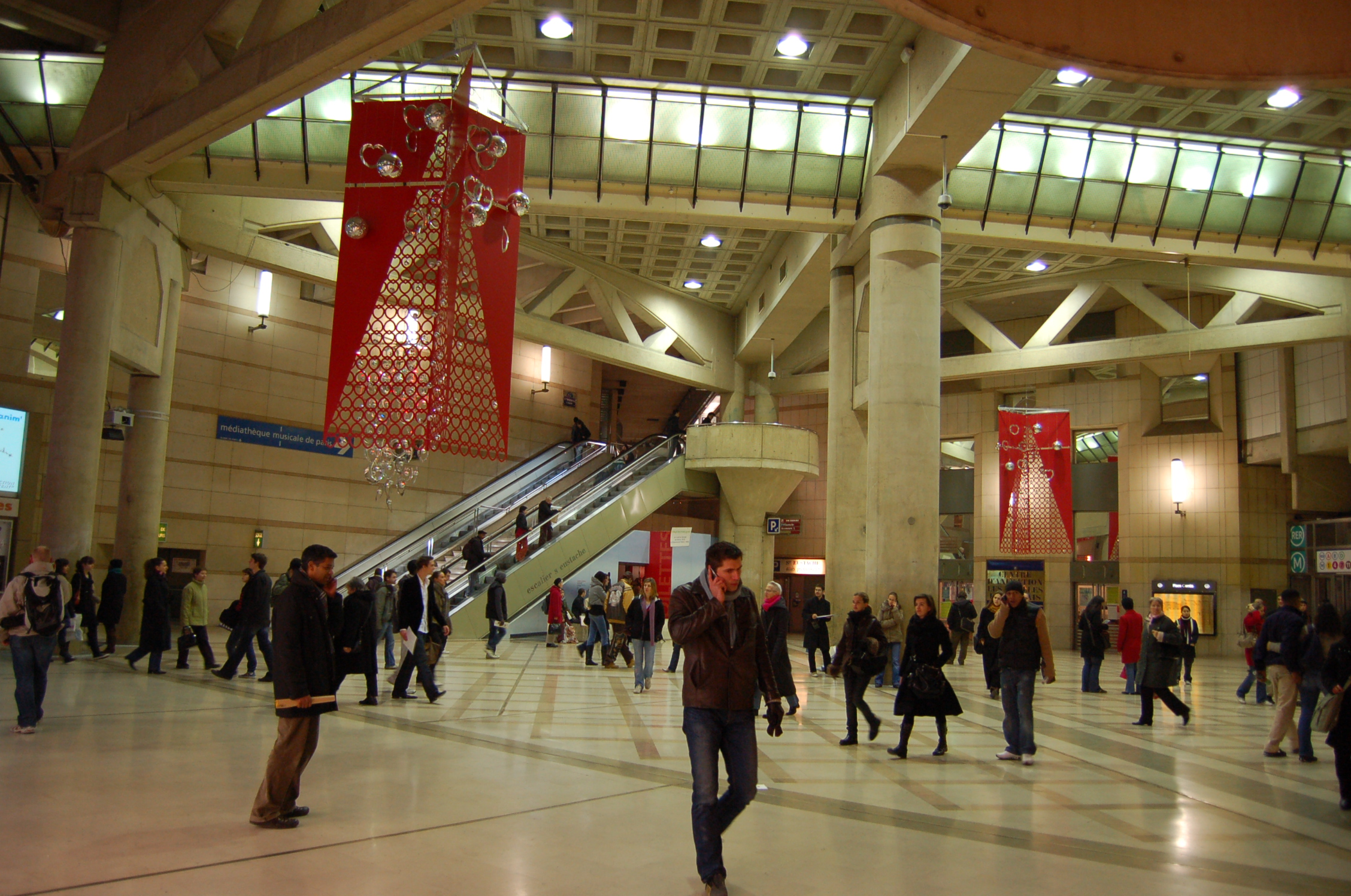
Au fond : escalier et escalator de la porte Saint-Eustache (2007).
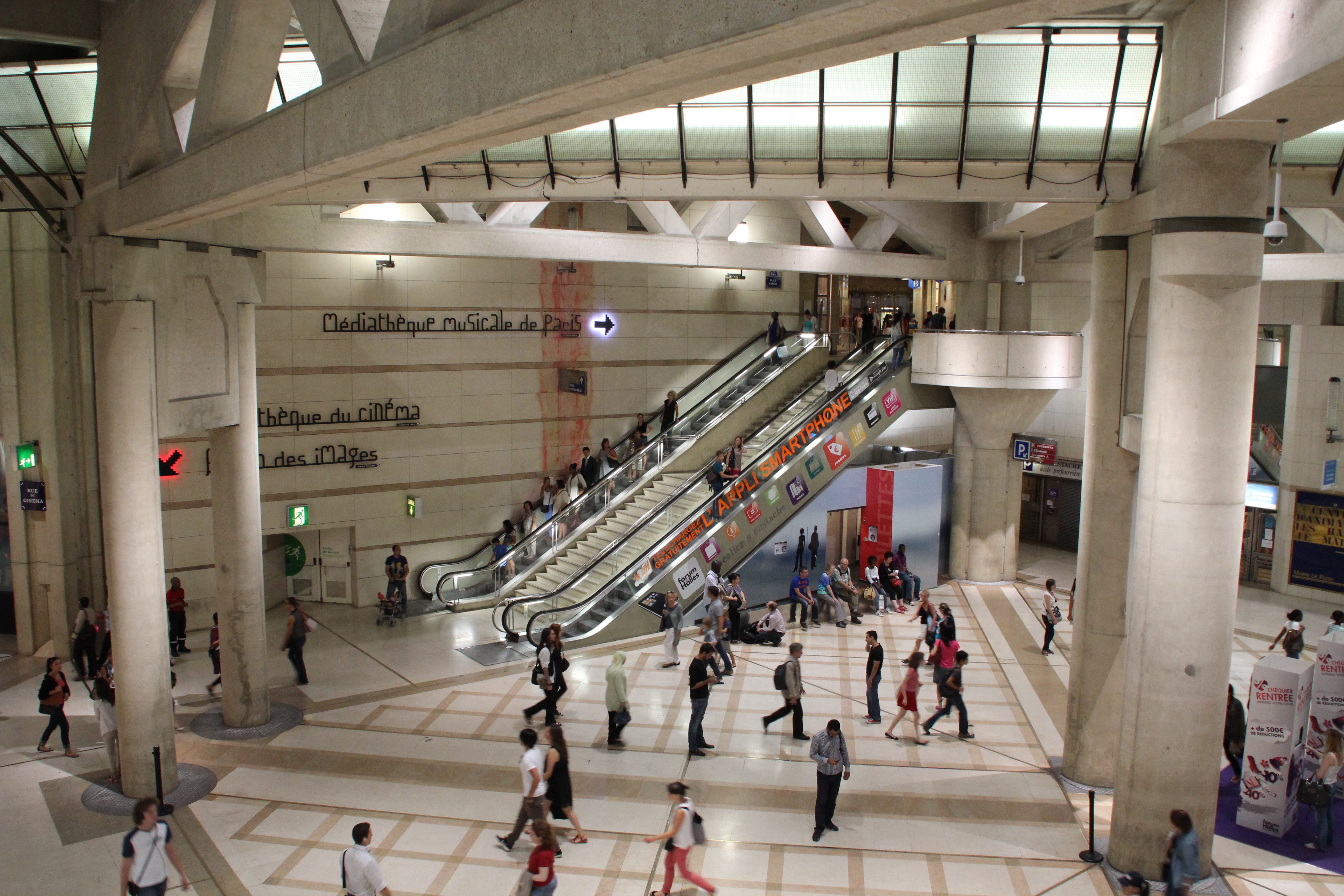
Au fond : escalier et escalator de la porte Saint-Eustache (2012).

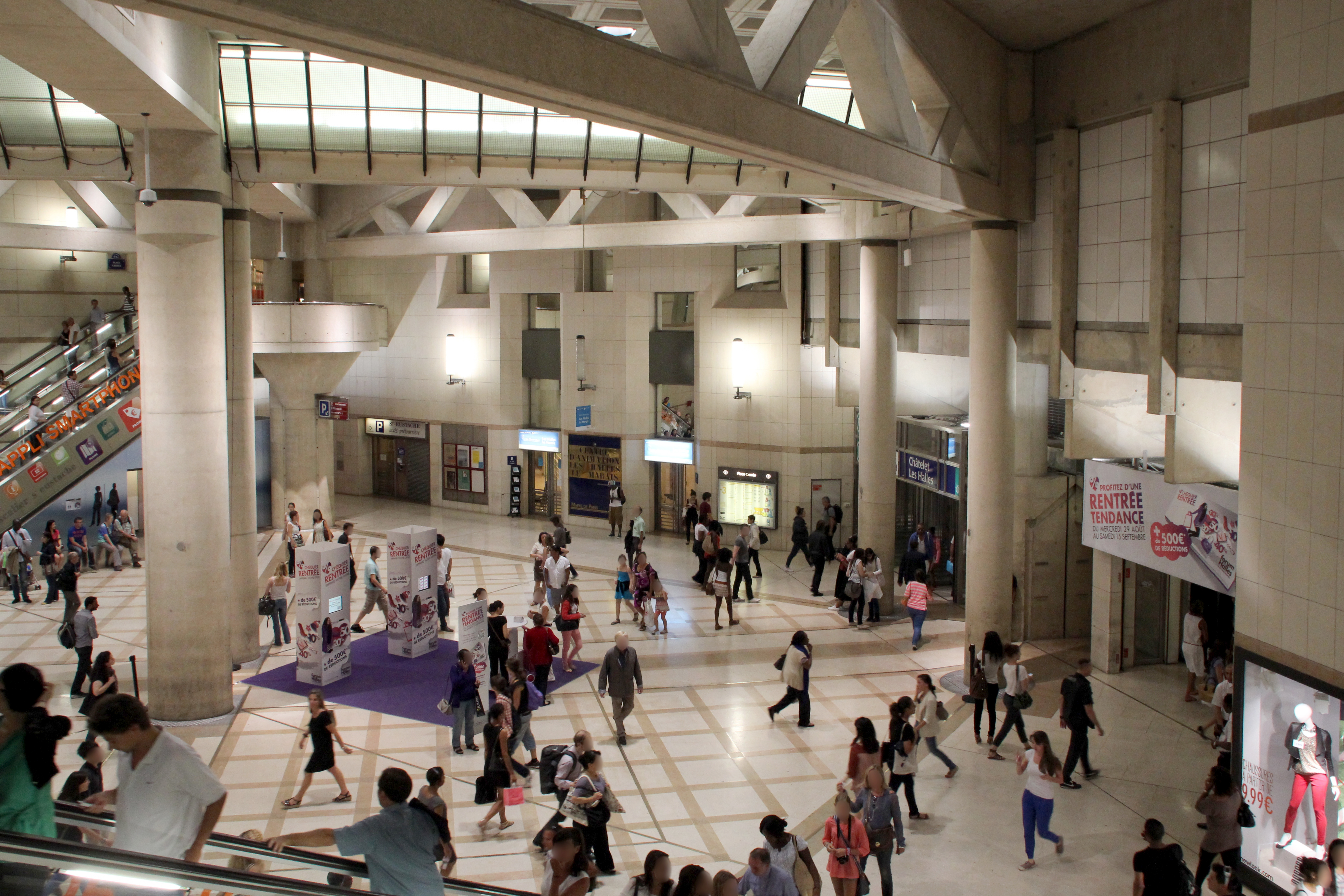
Au premier plan : escalator de la porte du Pont-Neuf (2012).
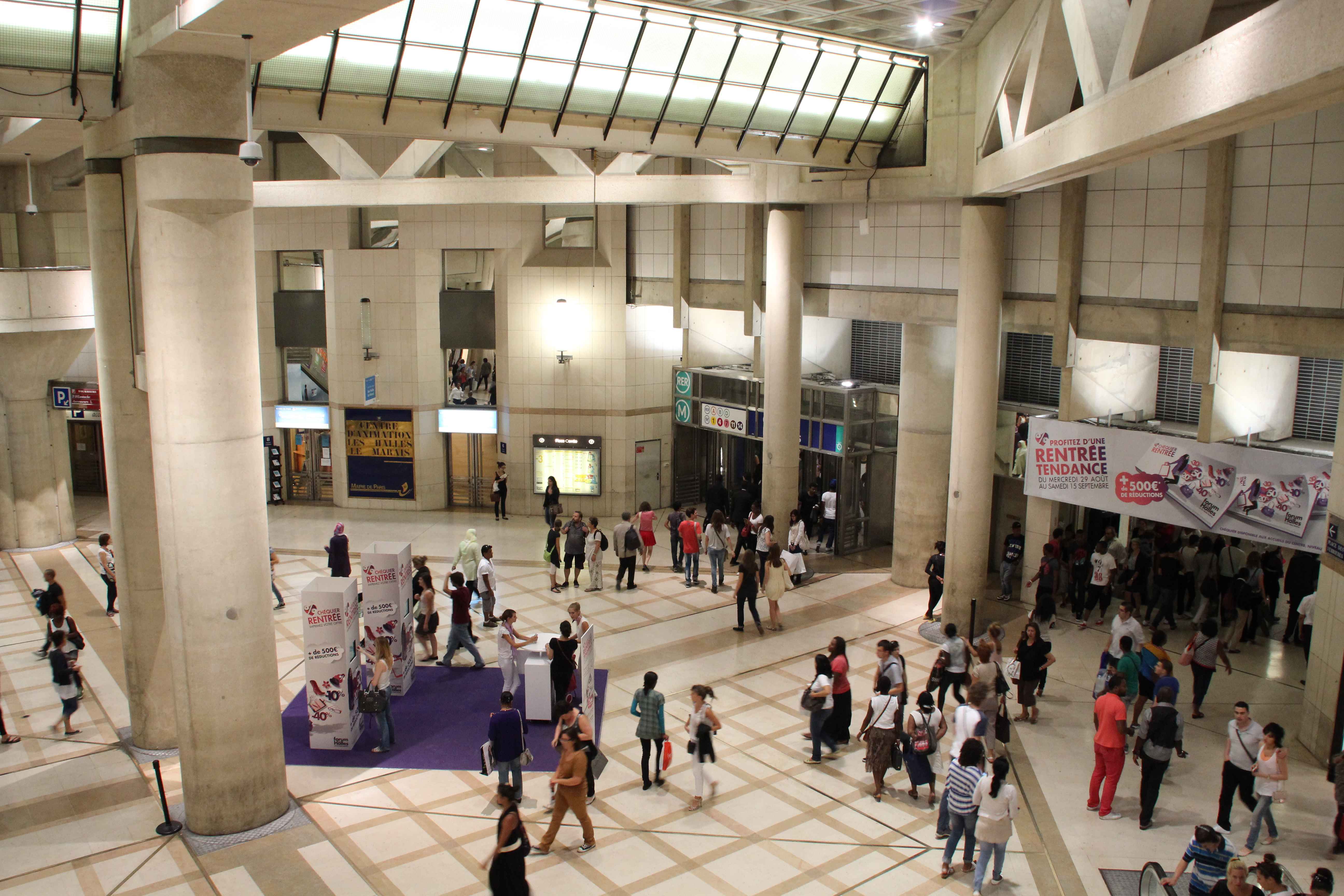
À droite : accès au métro et au RER et débouché de la rue Basse sur la place Carrée (2012).
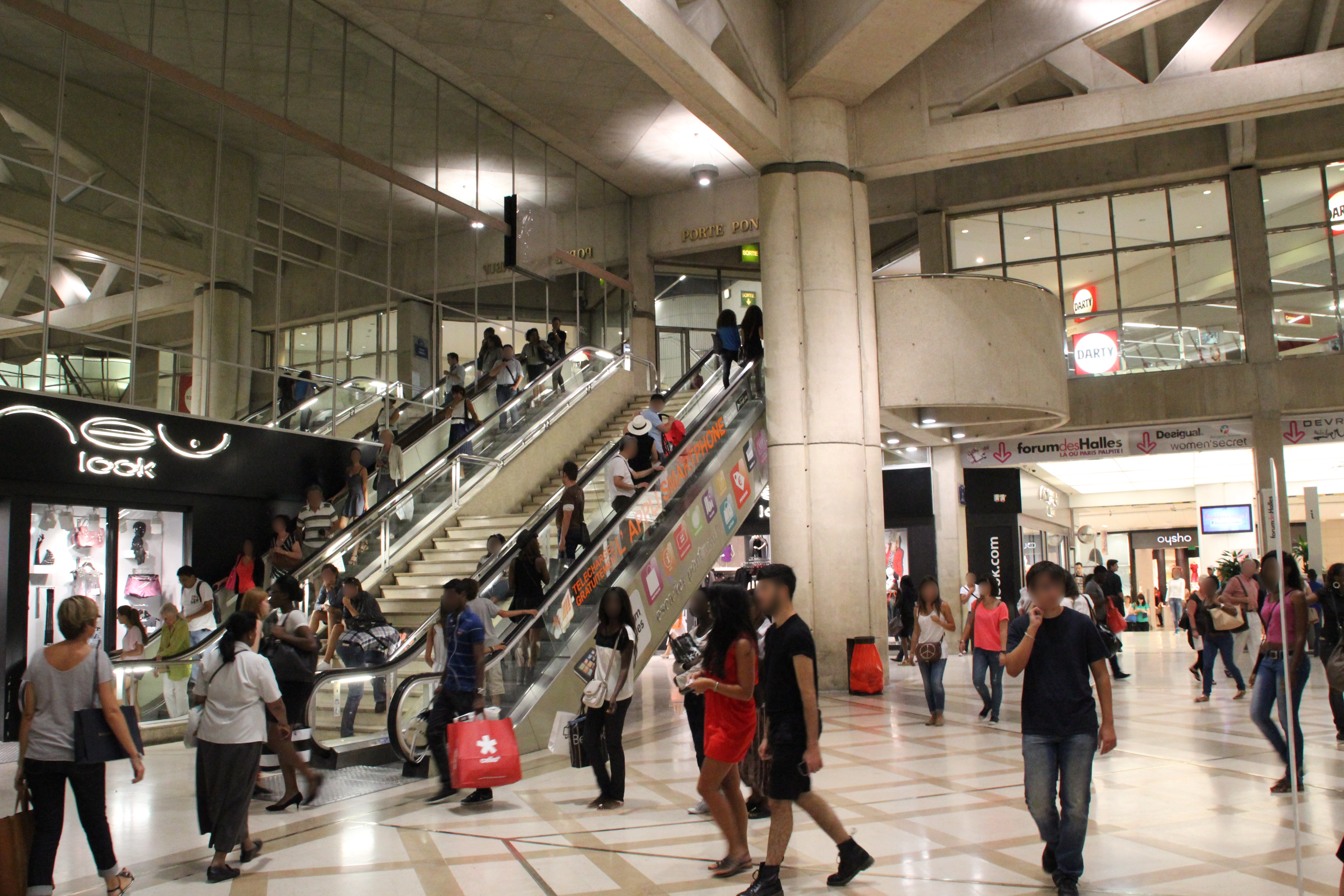
À gauche : escalators et escaliers de la porte du Pont-Neuf. À droite : façade vitrée du magasin Darty et, au-dessous, débouché de la rue de la Boucle sur la place Carrée (2012).